# Хасбулатов, Ямлихан Имранович
Ямлиха́н Имра́нович Хасбула́тов (род. 7 августа 1935, Грозный, Чечено-Ингушская АССР, РСФСР, СССР) — чеченский советский и российский писатель, член Союза писателей СССР, председатель Союза писателей Чеченской Республики (2000—2004), старший брат Руслана Хасбулатова.

## Биография
Родился 7 августа 1935 года в Грозном. Отец с детства приобщал своих детей к знаниям. Все дети в семье получили высшее образование.
В 1953 году окончил среднюю школу, а затем кооперативный техникум. Работал по специальности. Заочно учился на факультете журналистики Казахского государственного университета.
Ещё в школе начал писать стихи, но становиться поэтом не собирался. В 1955 году по совету друзей отнёс свои стихи в чеченскую газету «Знамя труда», которую только что начали издавать в Алма-Ате. Стихи были приняты к печати, Хасбулатову предложили сотрудничать с газетой, а позже приняли на работу в эту газету. После отъезда большей части чеченцев на родину газету закрыли. Хасбулатов стал готовить передачи на чеченском языке на казахском радио. После окончания университета вернулся на родину.
В Чечено-Ингушетии стал корреспондентом республиканской газеты «Ленинский путь». В 1963 году перешёл на работу редактора Грозненской студии телевидения. Спустя несколько лет стал главным редактором студии.
В 1990-х годах ушёл на пенсию. В 2000 году его стараниями был возрождён к тому времени фактически прекративший существование Союз писателей Чеченской Республики. С этого момента до 2004 года был председателем Союза.

## Литературная деятельность
Вскоре после его возвращения на родину был издан первый сборник стихов Хасбулатова «Сатийсам» («Надежда»). В переводе на русский язык его стихи были опубликованы на страницах газет и журналов «Поэзия», «Молодая гвардия», «Дружба народов», «Москва», «Нева», «Дон», «Современник», «Аврора», «Литературная Россия», «Литературная газета» и др. Его стихи переводили Олжас Сулейменов, Яков Козловский, Наум Гребнев, Юрий Паркаев, Семён Ботвинник.
Вышли в свет более 20 поэтических сборников («Тепло сердца», «Высокое имя», «Песня голубя», «Нестареющие струны» и др.), издававшихся в Грозном, Москве, Алма-Ате, Ереване.
В предисловии к сборнику стихов Хасбулатова «Ночная песня» известный аварский поэт Расул Гамзатов писал:
Чеченский поэт Ямлихан Хасбулатов известен как тонкий и проникновенный лирик. Внешне в его стихах те же предметы, что и у других кавказских стихотворцев. Но, вчитавшись, убеждаешься, что его поэзии присущ свой неповторимый философский ключ, с помощью которого он открывает тайны природы и человека.